# Liste der Mitglieder der American Academy of Arts and Sciences/1780
Im Jahr 1780 wurde die American Academy of Arts and Sciences gegründet. 62 Personen zählen zu ihren Gründungsmitgliedern.

## Gründungsmitglieder
- John Adams (1735–1826)
- Samuel Adams (1722–1803)
- John Bacon (1738–1820)
- James Bowdoin (1726–1790)
- Charles Chauncy (1705–1787)
- John Clarke (1755–1798)
- David Cobb (1748–1830)
- Samuel Cooper (1725–1783)
- Nathan Cushing (1742–1812)
- Thomas Cushing (1725–1788)
- William Cushing (1732–1810)
- Tristram Dalton (1738–1817)
- Francis Dana (1743–1811)
- Samuel Deane (1733–1814)
- Perez Fobes (1742–1812)
- Caleb Gannett (1745–1818)
- Henry Gardner (1731–1782)
- Benjamin Guild (1749–1792)
- John Hancock (1737–1793)
- Joseph Hawley (1723–1788)
- Edward Augustus Holyoke (1728–1829)
- Ebenezer Hunt (1744–1820)
- Jonathan Jackson (1743–1810)
- Charles Jarvis (1748–1807)
- Samuel Langdon (1723–1797)
- Levi Lincoln (1749–1820)
- Daniel Little (1724–1801)
- Elijah Lothrop (–1785)
- John Lowell (1743–1802)
- Samuel Mather (1706–1785)
- Samuel Moody (1726–1795)
- Andrew Oliver (1731–1799)
- Joseph Orne (1749–1786)
- Robert Treat Paine (1731–1814)
- Theodore Parsons (1751–1779)
- George Partridge (1740–1828)
- Phillips Payson (1736–1801)
- Samuel Phillips (1752–1802)
- John Pickering (1740–1811)
- Oliver Prescott (1731–1804)
- Zedekiah Sanger (1748–1820)
- Nathaniel Peaslee Sargeant (1731–1791)
- Micajah Sawyer (1737–1815)
- Theodore Sedgwick (1746–1813)
- William Sever (1729–1809)
- David Sewall (1735–1825)
- Stephen Sewall (1734–1804)
- John Sprague (1740–1800)
- Ebenezer Storer (1729–1807)
- Caleb Strong (1745–1819)
- James Sullivan (1744–1808)
- John Barnard Swett (1752–1796)
- Nathaniel Tracy (1751–1796)
- Cotton Tufts (1732–1815)
- James Warren (1726–1808)
- Samuel West (1730–1807)
- Edward Wigglesworth (1732–1794)
- Joseph Willard (1738–1804)
- Abraham Williams (1726–1784)
- Nehemiah Williams (1749–1796)
- Samuel Williams (1743–1817)
- James Winthrop (1752–1821)